# Барашково
Бара́шково (рос. Барашково) — село у складі Варгашинського району Курганської області, Росія. Входить до складу Варгашинської селищної ради.
Населення — 451 особа (2010, 503 у 2002).